# アレンビー子爵
アレンビー子爵（英: Viscount Allenby）はイギリスの子爵、貴族。連合王国貴族爵位。サー・エドマンド・アレンビー陸軍元帥が1919年に叙位されたことに始まる。
アレンビー家の持つ爵位に子爵位以外のものはない。

## 歴史

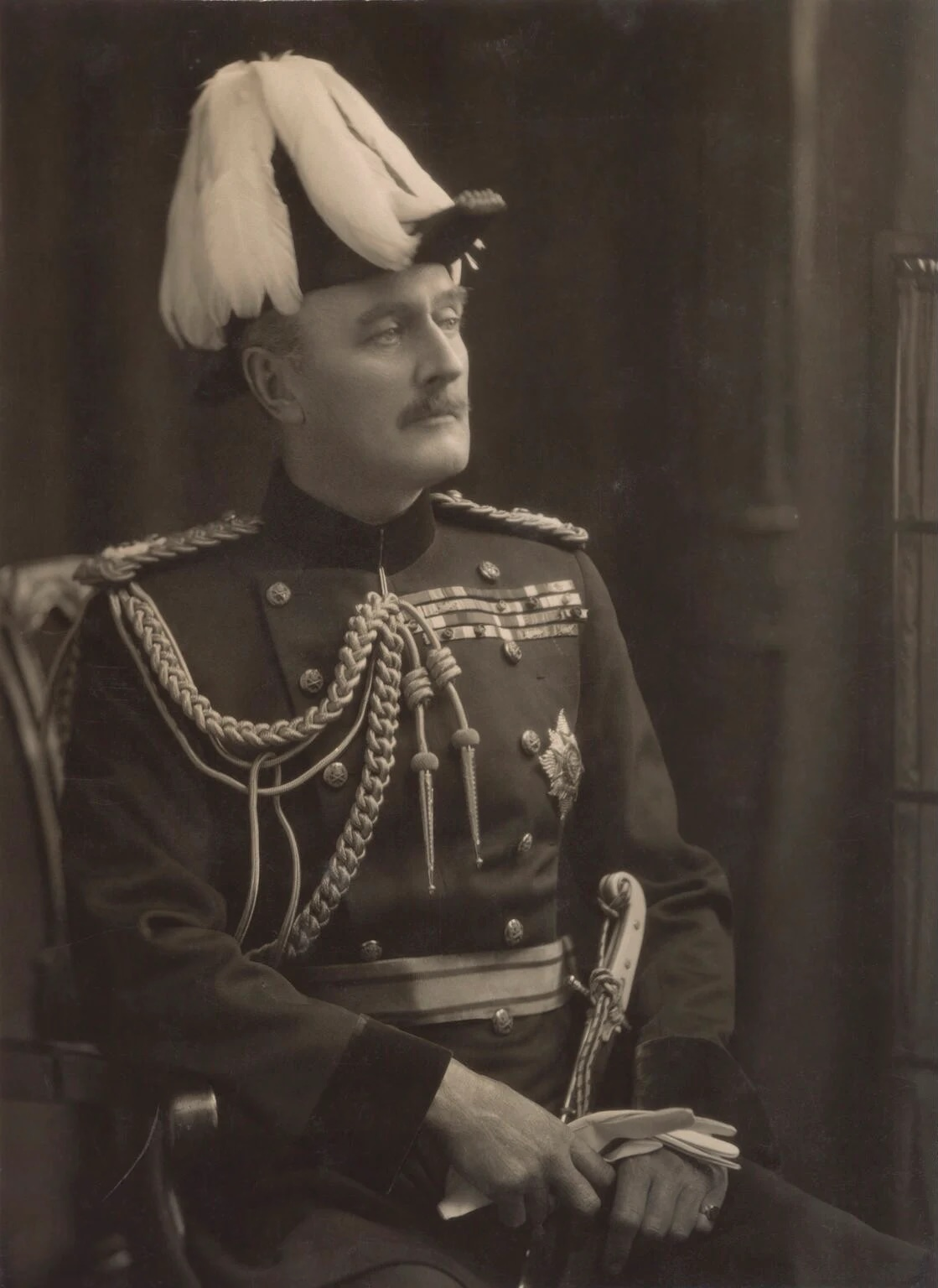
初代子爵エドマンド・アレンビー陸軍元帥

英国陸軍軍人エドマンド・アレンビー(1861-1936)は第一次世界大戦におけるシナイ半島及びパレスチナ戦線を指揮した人物で、彼率いる英豪連合軍は大戦中に都市ベエルシェバを占領ののち、メギッドの戦いに勝利して聖都エルサレム奪還を果たした。彼は1919年に陸軍元帥に昇進するとともに、同年10月7日に連合王国貴族として「メギッド及びサフォーク州フェリクストーのアレンビー子爵(Viscount Allenby, of Megiddo and of Felixstowe in the County of Suffolk)」に叙せられた。この爵位は元帥が男子を欠いた場合、元帥の弟フレデリックとその男子にも継承を認める特別規定が備わっていた。その長男ホレース(1898-1917)は叙爵以前の第一次世界大戦時に既に戦死していたため、元帥ののちは弟の子ダドリー(2代子爵、(1903-1984))が爵位を継承した。これ以降は、弟の直系子孫によって爵位は継承され続けている。
その子である3代子爵マイケル(1931-2014)は陸軍軍人で、キプロス総督付副官や国防義勇軍司令官を歴任した。襲爵後は貴族院議員に列して、1993年より貴族院副議長を務めたほか、1999年貴族院法制定以降もその死まで同院に籍を置く92人の世襲貴族の一人だった。
その子である4代子爵ヘンリー(1968-)が2020年現在のアレンビー子爵家当主である。
子爵家の邸宅はハンプシャー州フックに位置するニューアム・ロッジ(Newham Lodge)。

## アレンビー子爵（1919年）
- 初代アレンビー子爵エドマンド・ヘンリー・ハインマン・アレンビー (1861–1936)
  -  †ホレース・マイケル・ハインマン・アレンビー,MC (1898–1917)
  - フレデリック・クロード・ハインマン・アレンビーCBE JP RN (1864–1934) 初代子爵の弟
- 第2代アレンビー子爵ダドリー・ジェフレイ・ハインマン・アレンビー（英語版） (1903–1984)
- 第3代アレンビー子爵マイケル・ジェフレイ・ハインマン・アレンビー（英語版） (1931–2014)
- 第4代アレンビー子爵ヘンリー・ジェフレイ・ハインマン・アレンビー (1968 - )

爵位の法定推定相続人は、現当主の息子であるハリー・マイケル・エドマンド・アレンビー閣下(2000 - )。

## 系譜図
|                                                       |                                                       |                                                       |                                                       | ハインマン・アレンビー (1823–1879)                    |                                                       |  |  |  |  |                                                      |                                                     |                                                     |                                                     |                                                     |                                                     |  |  |  |  |  |  |  |  |  |  |
|                                                       |                                                       |                                                       |                                                       |                                                       |                                                       |  |  |  |  |                                                      |                                                     |                                                     |                                                     |                                                     |                                                     |  |  |  |  |  |  |  |  |  |  |
|                                                       |                                                       |                                                       |                                                       |                                                       |                                                       |  |  |  |  |                                                      |                                                     |                                                     |                                                     |                                                     |                                                     |  |  |  |  |  |  |  |  |  |  |
| エドマンド・アレンビー 初代アレンビー子爵 (1861–1936) | エドマンド・アレンビー 初代アレンビー子爵 (1861–1936) | エドマンド・アレンビー 初代アレンビー子爵 (1861–1936) | エドマンド・アレンビー 初代アレンビー子爵 (1861–1936) | エドマンド・アレンビー 初代アレンビー子爵 (1861–1936) | エドマンド・アレンビー 初代アレンビー子爵 (1861–1936) |  |  |  |  | フレデリック・アレンビー (1864–1934)                 | フレデリック・アレンビー (1864–1934)                | フレデリック・アレンビー (1864–1934)                | フレデリック・アレンビー (1864–1934)                | フレデリック・アレンビー (1864–1934)                | フレデリック・アレンビー (1864–1934)                |  |  |  |  |  |  |  |  |  |  |
| エドマンド・アレンビー 初代アレンビー子爵 (1861–1936) | エドマンド・アレンビー 初代アレンビー子爵 (1861–1936) | エドマンド・アレンビー 初代アレンビー子爵 (1861–1936) | エドマンド・アレンビー 初代アレンビー子爵 (1861–1936) | エドマンド・アレンビー 初代アレンビー子爵 (1861–1936) | エドマンド・アレンビー 初代アレンビー子爵 (1861–1936) |  |  |  |  | フレデリック・アレンビー (1864–1934)                 | フレデリック・アレンビー (1864–1934)                | フレデリック・アレンビー (1864–1934)                | フレデリック・アレンビー (1864–1934)                | フレデリック・アレンビー (1864–1934)                | フレデリック・アレンビー (1864–1934)                |  |  |  |  |  |  |  |  |  |  |
| ホレース・アレンビー (1898–1917)                      | ホレース・アレンビー (1898–1917)                      | ホレース・アレンビー (1898–1917)                      | ホレース・アレンビー (1898–1917)                      | ホレース・アレンビー (1898–1917)                      | ホレース・アレンビー (1898–1917)                      |  |  |  |  | ダドリー・アレンビー 第2代アレンビー子爵(1903–1984)  | ダドリー・アレンビー 第2代アレンビー子爵(1903–1984) | ダドリー・アレンビー 第2代アレンビー子爵(1903–1984) | ダドリー・アレンビー 第2代アレンビー子爵(1903–1984) | ダドリー・アレンビー 第2代アレンビー子爵(1903–1984) | ダドリー・アレンビー 第2代アレンビー子爵(1903–1984) |  |  |  |  |  |  |  |  |  |  |
| ホレース・アレンビー (1898–1917)                      | ホレース・アレンビー (1898–1917)                      | ホレース・アレンビー (1898–1917)                      | ホレース・アレンビー (1898–1917)                      | ホレース・アレンビー (1898–1917)                      | ホレース・アレンビー (1898–1917)                      |  |  |  |  | ダドリー・アレンビー 第2代アレンビー子爵(1903–1984)  | ダドリー・アレンビー 第2代アレンビー子爵(1903–1984) | ダドリー・アレンビー 第2代アレンビー子爵(1903–1984) | ダドリー・アレンビー 第2代アレンビー子爵(1903–1984) | ダドリー・アレンビー 第2代アレンビー子爵(1903–1984) | ダドリー・アレンビー 第2代アレンビー子爵(1903–1984) |  |  |  |  |  |  |  |  |  |  |
|                                                       |                                                       |                                                       |                                                       |                                                       |                                                       |  |  |  |  | マイケル・アレンビー 第3代アレンビー子爵 (1921–2014) |                                                     |                                                     |                                                     |                                                     |                                                     |  |  |  |  |  |  |  |  |  |  |
|                                                       |                                                       |                                                       |                                                       |                                                       |                                                       |  |  |  |  |                                                      |                                                     |                                                     |                                                     |                                                     |                                                     |  |  |  |  |  |  |  |  |  |  |
|                                                       |                                                       |                                                       |                                                       |                                                       |                                                       |  |  |  |  | ヘンリー・アレンビー 第4代アレンビー子爵 (1968-)     |                                                     |                                                     |                                                     |                                                     |                                                     |  |  |  |  |  |  |  |  |  |  |
|                                                       |                                                       |                                                       |                                                       |                                                       |                                                       |  |  |  |  |                                                      |                                                     |                                                     |                                                     |                                                     |                                                     |  |  |  |  |  |  |  |  |  |  |
|                                                       |                                                       |                                                       |                                                       |                                                       |                                                       |  |  |  |  | ハリー・マイケル・エドマンド・アレンビー閣下 (2000-) |                                                     |                                                     |                                                     |                                                     |                                                     |  |  |  |  |  |  |  |  |  |  |